# Гайнц Гайсслер
Гайнц Гайсслер (нім. Heinz Geissler; 29 серпня 1917, Цойленрода — 5 липня 1944, Ла-Манш) — німецький офіцер-підводник, оберлейтенант-цур-зее резерву крігсмаріне (1 квітня 1943).

## Біографія
1 жовтня 1938 року вступив на флот. З серпня 1941 року — 2-й, з липня 1942 року — 1-й вахтовий офіцер на підводному човні U-376. З грудня 1942 по лютий 1943 року пройшов курс командира човна. З 13 березня 1943 року — командир U-390, на якому здійснив 3 походи (разом 86 днів у морі). 5 липня 1944 року потопив британський військовий траулер HMS Ganilly (T367) водотоннажністю 545 тонн; всі 39 членів екіпажу загинули. Того ж дня U-390 був потоплений в Англійському каналі (49°52′ пн. ш. 00°48′ зх. д.) глибинними бомбами британських есмінця «Вондерер» і фрегата «Таві». 1 член екіпажу був врятований, 48 (включаючи Гайсслера) загинули.